# Jože Pogačnik
Jože Pogačnik (Kovor, 14 marzo 1933 – Fiume, 18 agosto 2002) è stato un linguista e critico letterario sloveno.

## Biografia
Pogačnik si laureò in slavistica presso la Facoltà di Lettere dell'Università di Lubiana nel 1958 e conseguì il dottorato nel 1963 all'Università di Zagabria con una dissertazione dal titolo "Prospettive letterarie di Stritar". Nel 1969 divenne professore assistente presso la Facoltà di Lettere e nel 1975 professore ordinario. Dal 1981 al 1991 ha insegnato letteratura slovena e jugoslavistica comparata all'Università di Osijek, ma nel 1992 si ritirò in Slovenia prima della Guerra d'indipendenza croata e da quell'anno fu professore ordinario presso la Facoltà di Scienze della Formazione dell'Università di Maribor. Partecipò a convegni scientifici e tenne conferenze presso la maggior parte delle università europee che hanno un corso di laurea in slavistica. Nel 1991 fu eletto membro corrispondente dell'Accademia slovena delle scienze e delle arti e membro a pieno titolo nel 1997. Nel 1996 ricevette il suo più alto riconoscimento internazionale, il prestigioso Premio Herder per le discipline umanistiche. Quell'anno divenne anche membro dell'Accademia delle scienze di Gottinga. L'accademico Pogačnik ricevette anche la Medaglia europea per gli studi medievali (1978) e il Premio Città di Osijek per il lavoro scientifico (1986).
Nel 1998 ha ricevuto il premio Ambasciatore della Repubblica di Slovenia per la scienza. È uno dei pochi sloveni ad aver ottenuto un riconoscimento nel mondo internazionale nel campo delle discipline umanistiche.
Nel 1996, l'Università di Maribor gli ha conferito il titolo di professore meritevole per il suo contributo.
Morì nell'agosto 2002 a Fiume e la sua tomba si trova al Cimitero di Mirogoj di Zagabria.

## Attività accademica
Svolse ricerche nel campo della slovenistica, slavistica comparata, teoria letteraria e culturologia. Come ricercatore con borsa di studio Herder e Fulbright e come docente ospite, imparò a conoscere la metodologia della professione e poi l'utilizzò in modo creativo nel suo lavoro di ricerca. Pubblicò 13 libri indipendenti nel suo campo in lingue straniere. Tra questi, tre particolarmente importanti per lo sviluppo degli studi letterari sloveni ed europei sono stati pubblicati in Germania. A partire dal 1962 pubblicò in tutto 83 studi e dibattiti all'estero, prevalentemente in antologie, riviste e giornali tedeschi. Il tema di queste pubblicazioni è incentrato sulla letteratura e letteratura slovena dall'inizio ai giorni nostri, ed è discusso da un punto di vista comparativo, nel contesto dell'Europa centrale ed europeo. Dal 1970 fu invitato a tenere lezioni individuali e cicliche in più di 40 università in Europa e America. In qualità di professore in visita, tenne conferenze presso le università di Skopje, Gottinga e alla Columbia University di New York. L'accademico Pogačnik è stato membro della Society for Slovene Studies e consulente esperto presso la Fondazione Humboldt di Bonn. È stato anche membro del comitato di redazione del progetto a lungo termine Geschichte, Kultur und Geisteswelt der Slowenen ("Storia, cultura e mondo spirituale sloveno") presso la casa editrice di pubblicazioni scientifiche Anton Kovač a Monaco di Baviera e membro del consiglio di amministrazione del Münchner Zeitschrift für Balkankunde.

## Opere principali
- (SL)  Stritarjev literarni nazor (monografia), Ljubljana, 1963.
- (SL)  Čas v besedi, Maribor, 1963.
- (SL)  Zgodovina slovenskega slovstva I–VIII. Maribor 1968–72 (coautore F. Zadravec); ristampa 1973.
- (SL)  Slovensko zamejsko in zdomsko slovstvo, Trst, 1972
- (SL)  Jurij Dalmatin v luči stilističnih raztiskav, NS, 1973.
- (SL)  Teze in sinteze (študije), Ljubljana, 1976
- (DE)  Von der Dekoration zur Naration. Zur Entstehungsgeschichte der slowenischen Literatur, München, 1977
- (SL)  Jernej Kopitar (monografia), Ljubljana, 1977
- (DE)  Bartholomäus Kopitar, Leben und Werk, München, 1978
- (SL)  Parametri in paralele Ljubljana, 1978
- (SL)  Na križiščih zgodovine, Ljubljana, 1981
- (SL)  Slovenska Lepa Vida ali hoja za rožo čudotvorno, Ljubljana, 1988
- (DE)  Differenzen und Interferenzen. Studien zur literarhistorischen Komparatistik bei den Südslaven, München, 1989
- (SL)  Jugoslavističke teme, Vinkovci, 1990
- (SL)  Kulturni pomen Slomškovega dela, Maribor, 1991